# UFC Fight Night: Volkan vs. Smith
UFC Fight Night: Volkan vs. Smith (conosciuto anche come UFC Fight Night 138) è stato un evento di arti marziali miste tenuto dalla Ultimate Fighting Championship il 27 ottobre 2018 all'Avenir Centre di Moncton, in Canada.

## Risultati
|                                   | Divisione              |                    |                 |                   | Metodo                                      | Round           | Tempo           | Premio          |
| Card Principale                   | Card Principale        | Card Principale    | Card Principale | Card Principale   | Card Principale                             | Card Principale | Card Principale | Card Principale |
| --------------------------------- | ---------------------- | ------------------ | --------------- | ----------------- | ------------------------------------------- | --------------- | --------------- | --------------- |
|                                   | Pesi mediomassimi      | Anthony Smith      | batte           | Volkan Oezdemir   | Sottomissione (rear-naked choke)            | 3               | 4:26            | POTN            |
|                                   | Catchweight (66,67 kg) | Michael Johnson    | batte           | Artem Lobov       | Decisione unanime (29-28, 29-28, 30-27)     | 3               | 5:00            |                 |
|                                   | Pesi mediomassimi      | Misha Tsirkunov    | batte           | Patrick Cummins   | Submission (triangolo di braccio)           | 1               | 2:40            |                 |
|                                   | Pesi gallo             | Andre Soukhamthath | batte           | Jonathan Martinez | Decisione unanime (30-26, 29-28, 29-28)     | 3               | 5:00            |                 |
|                                   | Pesi mediomassimi      | Gian Villante      | batte           | Ed Herman         | Decisione non unanime (29-28, 28-29, 29-28) | 3               | 5:00            |                 |
|                                   | Pesi welter            | Court McGee        | batte           | Alex Garcia       | Decisione unanime (29-28, 29-28, 30-28)     | 3               | 5:00            |                 |
| Card Preliminare (Fox Sports 2)   |                        |                    |                 |                   |                                             |                 |                 |                 |
|                                   | Pesi welter            | Sean Strickland    | batte           | Nordine Taleb     | KO tecnico (pugni)                          | 2               | 3:10            |                 |
|                                   | Pesi leggeri           | Nasrat Haqparast   | batte           | Thibault Gouti    | Decisione unanime (29-27, 29-28, 30-26)     | 3               | 5:00            | FOTN            |
|                                   | Pesi piuma             | Calvin Kattar      | batte           | Chris Fishgold    | KO tecnico (pugni)                          | 1               | 4:11            |                 |
|                                   | Pesi gallo femminili   | Talita Bernardo    | batte           | Sarah Moras       | Decisione unanime (30-27, 29-28, 29-28)     | 3               | 5:00            |                 |
| Card Preliminare (UFC Fight Pass) |                        |                    |                 |                   |                                             |                 |                 |                 |
|                                   | Pesi leggeri           | Don Madge          | batte           | Te'Jovan Edwards  | KO (calcio alla testa)                      | 2               | 0:14            | POTN            |
|                                   | Pesi massimi           | Arjan Bhullar      | batte           | Marcelo Golm      | Decisione unanime (29-28, 29-28, 29-27)     | 3               | 5:00            |                 |
|                                   | Pesi leggeri           | Stevie Ray         | batte           | Jessin Ayari      | Decisione unanime (29-28, 29-28, 30-27)     | 3               | 5:00            |                 |

## Premi
I lottatori premiati ricevettero un bonus di 50.000 dollari.
Legenda:
- FOTN: Fight of the Night (vengono premiati entrambi gli atleti per il miglior incontro dell'evento)
- POTN: Performance of the Night (viene premiato il vincitore per la migliore performance dell'evento)